# Franz Philipp Florinus
Franz Philipp Florinus oder Franciscus Philippus Florinus, eigentlich Franz Philipp Florin, genannt auch Philipp von Sulzbach (* 1649 Schwelm, Westfalen; † 30. Oktober 1699 Edelsfeld bei Sulzbach in der Oberpfalz), war ein deutscher evangelischer Theologe und Autor.
Florin (latinisiert Florinus) studierte 1670 in Altdorf bei Nürnberg, war 1671 bis 1674 Vikar in Eismannsberg, dann Rektor und herzoglicher Bibliothekar bei Christian August von Pfalz-Sulzbach. 1679 kam er als Pfarrer nach Rosenberg und 1681 nach Edelsfeld und Kürmreuth, wo er auch die Pfarrökonomie betrieb. Seine praktische Erfahrung als Landwirt in Verbindung mit jener eines herzoglichen Bibliothekars qualifizierten ihn als Herausgeber und teilweise auch Autor des mit seinem Namen verbundenen Werkes der Hausväterliteratur, eben „des Florinus“. Er selbst hat dabei „das wenigste elaborieret“, sondern weitere Mitverfasser herangezogen.

## Schriften (Auswahl)
- Francisci Philippi Florini ... Oeconomus prudens et legalis oder allgemeiner, klug- und rechts-verständiger Haus-Vatter. 9 Bände. Riegel, Nürnberg / Frankfurt am Main / Leipzig 1702 Digitalisierte Ausgabe, Digitalisierte Ausgabe von 1705 der Universitäts- und Landesbibliothek Düsseldorf
- Francisci Philippi Florini Oecenomus Prudens Et Legalis Continuatus. Oder Grosser Herren Stands Und Adelicher Haus-Vatter : bestehend In Fünf Büchern/ Deren Erstes sieben Abtheilungen in sich begreiffet/ Als: Die I. Von grosser Herren Hofhaltungen ... Das V. Buch von dem Jagen und Weyd-Werck. Riegel/Adelbulner, Nürnberg/ Frankfurt am Main / Leipzig  1719 Digitalisierte Ausgabe der Universitäts- und Landesbibliothek Düsseldorf